# Vila Nova de Arouça
Vila Nova de Arouça (Vilanova de Arousa) é um município da Espanha na província de Pontevedra, comunidade autónoma da Galiza, de área 33,51 km² com população de 10421 habitantes (2004) e densidade populacional de 310,98 hab/km².

## Demografia
| Variação demográfica do município entre 1991 e 2004 | Variação demográfica do município entre 1991 e 2004 | Variação demográfica do município entre 1991 e 2004 | Variação demográfica do município entre 1991 e 2004 |
| --------------------------------------------------- | --------------------------------------------------- | --------------------------------------------------- | --------------------------------------------------- |
| 1991                                                | 1996                                                | 2001                                                | 2004                                                |
| 15162                                               | 15198                                               | 10333                                               | 10421                                               |

## Património edificado
- Castelo de Lobeira